# Сентиментальная песня (фильм)
«Сентиментальная песня» (англ. Torch Song Trilogy) — комедийно-драматический фильм режиссёра Пола Богарта, экранизация одноимённой пьесы Харви Файерстина, который исполнил в картине главную роль.

## Сюжет
1971 год. Актёр дрэг-шоу Арнольд знакомится в нью-йоркском ночном клубе с парнем по имени Эд и влюбляется в него. Однако, Эд ещё до конца не определился со своей сексуальной ориентацией. Он оставляет Арнольда и возвращается к своей подруге Лорел.
1973 год. Во время рождественских каникул Арнольд встречает любовь всей своей жизни — манекенщика Алана. Они начинают встречаться, несколько лет живут вместе и в конце концов переезжают в большую квартиру, планируя усыновить ребёнка. Но в первый же вечер после переезда в новый район Алан погибает от рук гомофобов.
1980 год. Через некоторое время Арнольд усыновляет подростка-гея Дэвида. Эд оставляет Лорал и возвращается к Арнольду. Несколько месяцев спустя из Флориды приезжает мать Арнольда. Женщина не может до конца принять гомосексуальность сына, а известие о том, что Арнольд стал родителем, вообще выводит её из себя. Арнольд настаивает на том, чтобы она сделала выбор: либо приняла его таким, какой он есть, либо навсегда оставила в покое. На следующий день, перед отъездом, мать впервые откровенно говорит с сыном, и похоже, что они понимают друг друга.

## В ролях
| Актёр           | Роль           |
| --------------- | -------------- |
| Харви Файерстин | Арнольд Бекофф |
| Энн Бэнкрофт    | миссис Бекофф  |
| Мэттью Бродерик | Алан Саймон    |
| Брайан Кервин   | Эд Риз         |
| Карен Янг       | Лорал          |
| Эдди Кастродад  | Дэвид          |